# Trenton (Nebraska)
Trenton é uma vila localizada no estado americano de Nebraska, no Condado de Hitchcock.

## Demografia
Segundo o censo americano de 2000, a sua população era de 507 habitantes.
Em 2006, foi estimada uma população de 470, um decréscimo de 37 (-7.3%).

## Geografia
De acordo com o United States Census Bureau, a localidade tem uma área de 1,5 km², sem área coberta por água. Trenton localiza-se a aproximadamente 815 m acima do nível do mar.

## Localidades na vizinhança
O diagrama seguinte representa as localidades num raio de 36 km ao redor de Trenton.